# باشگاه فوتبال بیشاپس کلیو
باشگاه فوتبال بیشاپس کلیو (به انگلیسی: Bishop's Cleeve Football Club) یک باشگاه فوتبال در شهر بیشاپس کلیو، کشور انگلستان است که در سال ۱۹۰۵ میلادی تأسیس شده‌است.